# شيآن إتش-20
شيآن إتش-20 هي قاذفة قنابل شبحية من تصميم القوات الجوية لجيش التحرير الشعبي الصيني، إذا تم إنتاجها ستصبح أول قاذفة قنابل استراتيجية يتم تصميهم في الصين، من المتوقع أن تدخل الخدمة في عقد 2020.